# Risk (Gracie Abrams)
Risk è un singolo della cantautrice statunitense Gracie Abrams, pubblicato il 1º maggio 2024 come primo singolo estratto dal secondo album della cantante, The Secret of Us.

## Descrizione
Secondo la stressa Abrams, la canzone è ispirata dalla sensazione che si prova "ancor prima di conoscere qualcuno, dove ti senti male e ti gira la testa e ti senti come se avessi la febbre, e così non riesci a controllare né il tuo corpo né la tua mente".

## Tracce
1. Risk – 3:11 (Audrey Hobert, Gracie Abrams)

## Classifiche
| Classifica (2024) | Posizione massima |
| ----------------- | ----------------- |
| Canada            | 80                |
| Irlanda           | 48                |
| Regno Unito       | 67                |
| Stati Uniti       | 94                |